# IEEE 802.11ah
IEEE 802.11ah ist ein Standard für drahtlose Netzwerke (WLANs). Die Branchenvereinigung Wi-Fi Alliance hat mit Wi-Fi HaLow Anfang 2016 den Standard befördert. Anwendungsbereiche liegen bei Smart Homes und bei der Maschine zu Maschine-Kommunikation.

## Technische Details
IEEE 802.11ah wird im Frequenzband um 900 MHz realisiert, womit verglichen mit einem üblichen 2,4-GHz-WLAN und anderen IEEE 802.11-Übertragungsverfahren bei sonst vergleichbaren Parametern eine etwa doppelte Reichweite erzielt wird (Distanz 1 km). Das Netzwerk verfügt über einen Wireless Access Point (englisch Relay Access Point, RAP) und so genannte Netzwerkstationen (STAs), um Daten mittels eines Rahmens von Gerät zu Gerät zu übertragen. 
Bei IEEE 802.11ah sind die Bitübertragungsschicht (englisch Physical Layer) und die Media Access Control (MAC) der Sicherungsschicht (englisch Data Link Layer) zu betrachten:

### Physical Layer (PHY)
Beim  Design des PHY Layer hat man auf IEEE 802.11ac geblickt. Der neue Standard ist eine um den Faktor 10 heruntergetaktete Variante von diesem und arbeitet folglich mit 2 MHz, 4 MHz, 8 MHz und 16 MHz Kanalbandbreite. Weiterhin existiert ein zusätzlicher 1 MHz Kanal, um die Flächenabdeckung zu verbessern.  Übertragungen mittels Multi-user MIMO (MU-MIMO) sind möglich; dabei hat man sich an  IEEE 802.11a  orientiert. 
Der Standard unterstützt 2 MHz, 4 MHz, 8 MHz und 16 MHz beim Senden, die STAs hingegen sind für den Empfang von 1 MHz und 2 MHz geeignet. 
Beim ISM-Band wird in verschiedenen Ländern unterschiedlich verfahren. Bei der channelization (Frequenz) gilt:
- USA: 902 – 928 MHz
- EU: 863 – 868 MHz
- Japan: 916,5 – 927,5 MHz
- Korea: 917,5 – 923,5 MHz
- China: 755 – 787 MHz
- Singapur: 866 – 869 MHz und 920 – 925 MHz

Bei Funkkanalanzahl und Bandbreite gilt:
| Region   | 1 MHz | 2 MHz | 4 MHz | 8 MHz | 16 MHz |
| -------- | ----- | ----- | ----- | ----- | ------ |
| China    | 32    | 4     | 2     | 1     | -      |
| USA      | 26    | 13    | 6     | 3     | 1      |
| Singapur | 8     | 3     | 1     | -     | -      |
| Korea    | 6     | 3     | 1     | -     | -      |
| EU       | 5     | 2     | -     | -     | -      |
| Japan    | 11    | -     | -     | -     | -      |

Es werden ein orthogonales Frequenzmultiplexverfahren (OFDM) bestehend aus insgesamt 64 Trägerfrequenzen mit einem Abstand von 31,25 kHz eingesetzt. Als Modulation kommt Phase-shift keying (BPSK), Quadrature Phase Shift Keying (QPSK) bzw. Quadrature Amplitude Modulation (QAM) mit 16 bis 256 Symbolen im Konstellationsdiagramm zum Einsatz.
IEEE 802.11ah MCS 2 MHz Bandbreite Kanäle:
| MCS Index | Modulation | Coderate | Mbit/s bei Normal GI | Mbit/s bei Short GI |
| --------- | ---------- | -------- | -------------------- | ------------------- |
| MCS0      | BPSK       | 1/2      | 0,65                 | 0,72                |
| MCS1      | QPSK       | 1/2      | 1,3                  | 1,44                |
| MCS2      | QPSK       | 3/4      | 1,95                 | 2,17                |
| MCS3      | 16QAM      | 1/2      | 2,6                  | 2,89                |
| MCS4      | 16QAM      | 3/4      | 3,9                  | 4,33                |
| MCS5      | 64QAM      | 2/3      | 5,2                  | 5,78                |
| MCS6      | 64QAM      | 3/4      | 5,85                 | 6,5                 |
| MCS7      | 64QAM      | 5/6      | 6,5                  | 7,22                |
| MCS8      | 256QAM     | 3/4      | 7,8                  | 8,67                |
| MCS9      | 256QAM     | 5/6      | ---                  | ---                 |

### Media Access Control (MAC)
Bei dem Design des MAC Layers wurden als Ziel eine große Anzahl von Stationen (STAs) festgelegt. Diese können bei Betrachtung der Anzahl in die tausende gehen, da man mit äußerst vielen Sensoren zu tun hat. Außerdem sollte der Stromverbrauch niedrig gehalten werden.
Betrachtet man einen MAC Frame, setzt sich dieser aus Feldern zusammen. Die ersten drei Felder und das letzte Feld stellen einen Minimalframe dar. Die ersten drei lauten: Frame Control, Duration/ID  und address. Das letzte Feld lautet: FCS. Die anderen Felder werden benutzt oder nicht benutzt. Bei Sensoren hat man geringe Daten. Deshalb hat man bei IEEE 802.11ah vereinfacht. Das Grundproblem ist, dass kleine Datenmengen einen hohen Overhead produzieren. IEEE 802.11 benutzt einen 28-Byte MAC Header, IEEE 802.11ah reduziert diesen auf 18 Bytes.
Auch werden Null data packet frames (NDP) definiert, welche aus einem einzigen PHY Header bestehen, um die momentanen IEEE 802.11 Signaling Frames wie ACKs, Block ACKs, CTSs und PS-Polls zu verkürzen. Außerdem wird ein Speed frame exchange-Mechanismus, das heißt Bi Directional TXOP, eingesetzt. In WLANs nach 802.11 ist die Transmission Opportunity (TXOP) das Senderecht.